# 石崎なつみ
石崎 なつみ（いしざき なつみ、1993年7月11日 - ）は、日本の女優。テアトル・ド・ポッシュ所属。

## 出演

### テレビドラマ
- アゲイン!!（2014年7月21日 - 9月22日、毎日放送） - 千絵 役
- REPLAY & DESTROY 第3話（2015年5月10日、毎日放送） - 斉藤こずえ 役
- ブスと野獣 第4話（2015年8月22日、フジテレビ）
- 謎解きLIVE 第4弾［四角館の密室］殺人事件（2016年1月23日 - 24日、NHK BSプレミアム） - 東奈々子 役
- 警視庁・捜査一課長 第5話（2016年5月12日、テレビ朝日） - 井田天子 役
- 仰げば尊し（2016年7月17日 - 9月11日、TBS） - 三沢なつみ 役
- アガサ・クリスティ そして誰もいなくなった（2017年3月25日 - 26日、テレビ朝日） - 春日七七子 役
- 石つぶて ～外務省機密費を暴いた捜査二課の男たち～（2017年11月5日 - 12月24日、WOWOW） - 若木麻里江 役
- チア☆ダン（2018年7月13日 - 9月14日、TBS） - 三枝美菜 役
- やじ×きた 元祖・東海道中膝栗毛 第9話（2019年6月1日、BSテレ東） ‐ おいな 役
- まだ結婚できない男 第9話（2019年12月3日、関西テレビ） - 井上美香 役

### バラエティ
- 痛快TV スカッとジャパン（フジテレビ）
  - 一言で撃退！「一撃KOスカッと」2連発（2016年6月20日） - 萩原千尋 役
  - 本当にいた！「イケメンだけ接客OL」に天罰（2017年1月30日） - 寺田美優 役
  - 毒蝮三太夫「毒舌親父が迷惑客を一喝」（2017年7月3日） - 中根祐美 役

### 映画
- リュウグウノツカイ（2014年8月2日、slash/nomadoh） - 早智子 役
- 太陽の坐る場所（2014年10月4日、ファントム・フィルム）
- でーれーガールズ（2015年2月21日、メ〜テレ） - 中野千晶 役
- ぐちゃぐちゃ（2017年4月22日、トリウッドスタジオプロジェクト） - 主演・紗弓 役
- 春なれや（2017年8月26日、C&Iエンタテインメント） - 三浦小春（少女時代） 役
- 8年越しの花嫁 奇跡の実話（2017年12月16日、松竹）
- 傀儡（2018年6月16日、T-artist） - 柳井柊子 役
- 雪子さんの足音（2019年2月16日、旦々舎）- 智子 役
- 20歳のソウル（2022年5月27日、日活） - 黒木まどか 役[2][3]
- Eternal of link ～未来へ～（2022年7月16日、ハルエンタテインメント） - 主演・奈津 役
- サラバ、さらんへ、サラバ（2025年9月26日公開予定、イハフィルムズ）[4]

### CM
- ロッテ「TOPPO」 将来の夢 篇（2014年 - 2016年）
- モスバーガー ご当地からあげ祭 篇（2015年）
- 久光製薬「アレグラFX」 花粉NOW 篇（2016年） - AD 役
- Cygames「グランブルーファンタジー」 女子会 篇（2016年）
- NTTコムウェア 20周年記念ムービー 篇（2017年）

### ネット配信
- AKBホラーナイト アドレナリンの夜 第26話「友のために」（2016年1月7日、ビデオパス・テレ朝動画）
- ホラーアクシデンタル2「#1 ゴドーを待ちながら」（2016年、フジテレビオンデマンド） - 後藤かおり 役[5]